# Aigle Noir AC
Aigle Noir AC (deutsch: Schwarzer Adler AC) ist ein haitianischer Fußballverein aus der Hauptstadt Port-au-Prince. Der Verein ist viermaliger Meister und gehört zu den besseren Vereinen in Haiti. In den 1970er Jahren stellte der Club viele Nationalspieler.

## Geschichte
Gegründet wurde Aigle Noir AC am 27. Januar 1951 in Port-au-Prince. Der Club wurde in den Jahren 1953, 1955, 1970 und 2006 Meister der Ligue Haïtienne, zudem wurde man 1971 und 1983 Vizemeister. 1960 konnte die Coupe d’Haïti, der nationale Pokal, gewonnen werden.
2006 nahmen die schwarzen Adler als Meister an der CFU Club Championship teil und trat dort in der Gruppe A gegen Harbour View FC, CSD Barber und Positive Vibes FC an, verlor aber sämtliche Spiele und schied als letzter Platz und mit einem Torverhältnis von 2:6 aus.

## Erfolge
- Ligue Haïtienne: 4

1953, 1955, 1970, 2006
- Coupe d’Haïti: 1

1960

## Performance in CONCACAF-Wettbewerben
- CFU Club Championship: 1 appearance

2006 - Erste Runde - 4. Platz in der Gruppe A - 0 Punkte (Runde 1 von 3)
- CONCACAF Champions’ Cup: 2 appearances

1972 - Ergebnisse nicht bekannt
1984 - Ergebnisse nicht bekannt